# アタラシーノ
『アタラシーノ』は、2011年10月6日から2012年3月29日まで毎週木曜日25:51 - 26:21にテレビ朝日で放送されていた番組。

## 概要
毎週一種類の主題に沿って最前線、最新事情、最新情報などを紹介していく番組。

## 出演者
- 柳原可奈子 - 天の声
- 市川寛子 - 進行
- 山崎岳彦 - ナレーター

この他にゲストや専門家も毎週登場する。

## ネット局と放送時間
| 放送対象地域 | 放送局             | 系列           | 放送時間                 | 放送開始日     | 備考     |
| ------------ | ------------------ | -------------- | ------------------------ | -------------- | -------- |
| 関東広域圏   | テレビ朝日 (EX)    | テレビ朝日系列 | 木曜 25時51分 - 26時21分 | 2011年10月6日  | 制作局   |
| 沖縄県       | 琉球朝日放送 (QAB) | テレビ朝日系列 | 水曜 25時15分 - 25時45分 | 2011年10月19日 | 13日遅れ |

## スタッフ
- 構成：そーたに、興津豪乃
- TM：大島秀一
- TD：清水美保
- カメラ：古橋稔
- VE：梶原さとみ
- 照明：小此木良亮
- 音声：吉村歩
- CG：福田隆之
- モニター：下園拓也
- 電飾：千田徹哉
- 美術デザイン：井磧伸介、小林千映
- 美術進行：奥田裕美
- 大道具：吉村宏嗣
- ヘアメイク：大久保友子
- 音効：太田一則
- 編集：林芳宗（IMAGICA）
- MA：三井慎介（IMAGICA）
- 編成：高橋正輝
- 宣伝：高橋夏子
- TK：草野麻里
- デスク：星野敬子
- リサーチ：オフィス・トゥー・ワン
- ディレクター：有馬巨人、檜垣和孝、広瀬陽一、高橋隼人、藤野義明、清田和史
- チーフディレクター：松木大輔
- プロデューサー：松野良紀
- ゼネラルプロデューサー：藤井智久
- 協力：東京オフラインセンター
- 制作著作：テレビ朝日